# Dwane James
Dwane James es un futbolista trinitense que se desempeña en el puesto de defensa central o volante de contención, milita actualmente en el Pasaquina FC de la Primera División de El Salvador. Es seleccionado internacional por la Selección de fútbol de Trinidad y Tobago desde 2013 donde disputó la Copa Oro de la Concacaf 2015, donde saldría titular y sería parte importante de su país, en la fase de grupos.

## Mau Pau SC
Inició su carrera desempeñándose como lateral derecho o extremo izquierdo en el MPSC de Trinidad y Tobago.

## St. Ann's Rangers
Después de varias temporadas como punto alto del MPSC, fue mirado por buenos ojos por la directiva de St. Ann's donde finalmente en julio del 2013 llegaría en condición de compra al equipo de los Rangers.

## San Juan Jabloteh
En el 2014, llegó en condición de cedido al cuadro de San Juan, donde finalmente no lograría el rendimiente esperado y volvería al St. Ann, donde posteriormente sería vendido al

## North East Stars
Llegaría al cuadro del Norte, donde se consolidaría como figura importante con las Estrellas.